# 喬許·弗萊登伯格
喬許·安东尼·弗萊登伯格（英語：Josh Anthony Frydenberg；1971年7月17日—），澳大利亚自由党籍政治家，1971年7月生于墨尔本，毕业于莫纳什大学，修有经济学和法学学位，并曾获得奖学金赴牛津大学学习研究生课程以及在哈佛大学进修。早期曾在约翰·霍华德内阁中担任政策顾问，并在德意志银行的墨尔本分部担任过部门主管。2010年当选为澳大利亚众议院库扬选区的议员进入联邦政界，2013年自由党上台执政后先后担任过助理财政部长、自然资源与北领地事务部长以及环境与能源部长等职务。2018年8月当选为自由党副领袖并出任联邦财政部长至2022年下野。

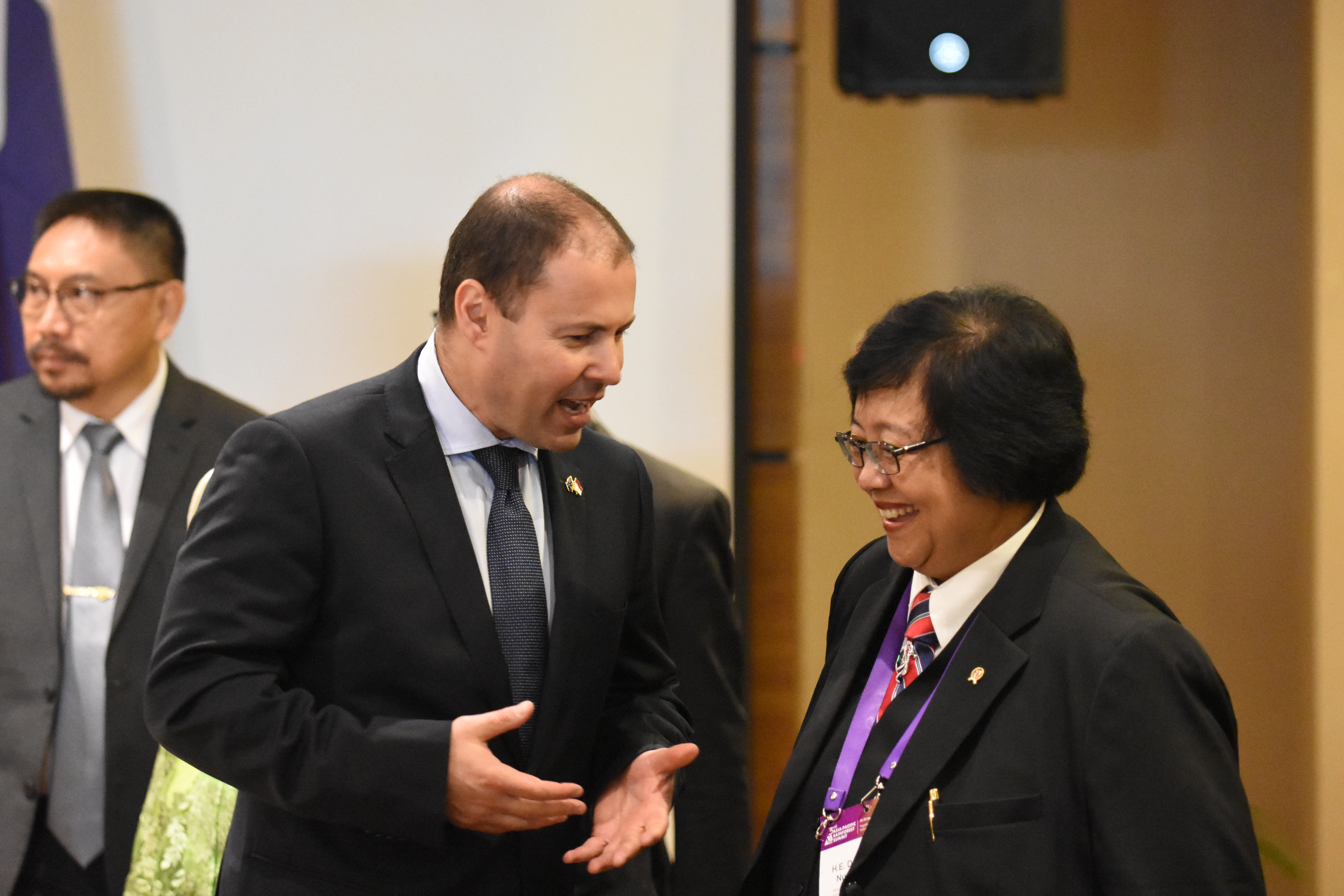
2018年4月2日弗萊登伯格与印尼环境部长西蒂努尔巴亚会面